# 阿達米夫卡 (傑拉日尼亞區)
49°10′1″N 27°27′25″E / 49.16694°N 27.45694°E
亞當米夫卡（烏克蘭語：Адамівка）是位於烏克蘭西部的村莊，由赫梅利尼茨基州裡赫梅利尼茨基區的德拉日尼亞市鎮負責管轄。該村始建於1695年，面積0.33平方公里，海拔高度324米，2001年人口11，人口密度每平方公里33.13人。